# Reußenköge
Reußenköge (danès Reussenkog) és un municipi del districte de Nordfriesland, a l'estat alemany de Slesvig-Holstein. És a 17 kilòmetres al nord-oest d'Husum.
El municipi comprèn una sèrie de pòlders (alemany: Koog, plural: Køge), dos dels quals van ser finançats pel comte Enric XLIII de Reuss-Schleiz-Köstritz i la seva esposa Lluïsa i, per tant, porten els noms Louise-Reuss-Koog i Reußenkoog. Així, el nom del municipi va ser una combinació dels dos noms, la qual vol dir literalment pòlders de Reuss.